# Christoph Baumgartner
Christoph Baumgartner (* 1. srpna 1999 Horn) je rakouský profesionální fotbalista, který hraje na pozici ofensivního záložníka za německý klub RB Leipzig a za rakouský národní tým.

## Klubová kariéra
V lednu 2019 přešel Baumgartner do A-mužstva německého týmu TSG 1899 Hoffenheim. V Bundeslize debutoval 11. května 2019, když o poločase domácího zápasu proti Werderu Brémy vystřídal Nadiema Amiriho.

## Reprezentační kariéra
Baumgartner debutoval v rakouské reprezentaci dne 4. září 2020 v zápase Ligy národů proti Norsku. Svůj první reprezentační gól vstřelil o tři dny později, v zápase stejné soutěže, a to proti Rumunsku. Následně také asistoval na branku Karima Onisiwa, nicméně Rakušané zápas prohráli 2:3.
V červnu 2021 byl nominován na závěrečný turnaj EURO 2020. 21. června 2021 vstřelil jedinou branku utkání proti Ukrajině, ve třetím zápase základní skupiny. Pomohl tak svému týmu postoupit, poprvé v historii, do vyřazovací fáze soutěže.

## Statistiky

### Klubové
K 8. květnu 2021
| Klub            | Sezóna  | Liga       | Liga   | Liga | DFB-Pokal | DFB-Pokal | Evropské poháry | Evropské poháry | Ostatní | Ostatní | Celkem | Celkem |
| Klub            | Sezóna  | Liga       | Zápasy | Góly | Zápasy    | Góly      | Zápasy          | Góly            | Zápasy  | Góly    | Zápasy | Góly   |
| --------------- | ------- | ---------- | ------ | ---- | --------- | --------- | --------------- | --------------- | ------- | ------- | ------ | ------ |
| 1899 Hoffenheim | 2018/19 | Bundesliga | 2      | 0    | –         | –         | –               | –               | –       | –       | 2      | 0      |
| 1899 Hoffenheim | 2019/20 | Bundesliga | 26     | 7    | 2         | 0         | –               | –               | –       | –       | 28     | 7      |
| 1899 Hoffenheim | 2020/21 | Bundesliga | 31     | 6    | 2         | 0         | 8               | 3               | –       | –       | 41     | 9      |
| Celkem          | Celkem  | Celkem     | 59     | 13   | 4         | 0         | 8               | 3               | 0       | 0       | 71     | 16     |

### Reprezentační
K 21. červnu 2021
| Rakousko | Rakousko | Rakousko |
| Rok      | Zápasy   | Góly     |
| -------- | -------- | -------- |
| 2020     | 5        | 2        |
| 2021     | 8        | 2        |
| Celkem   | 13       | 4        |

#### Reprezentační góly
K zápasu odehranému 21. června 2021. Skóre a výsledky Rakouska jsou vždy zapisovány jako první.
| Gól | Datum           | Místo                                 | Soupeř          | Skóre | Výsledek | Soutěž                                |
| --- | --------------- | ------------------------------------- | --------------- | ----- | -------- | ------------------------------------- |
| 1.  | 7. září 2020    | Hypo-Arena, Klagenfurt, Rakousko      | Rumunsko        | 1:1   | 2:3      | Liga národů UEFA 2020/21              |
| 2.  | 7. října 2020   | Hypo-Arena, Klagenfurt, Rakousko      | Řecko           | 2:1   | 2:1      | Přátelský zápas                       |
| 3.  | 28. března 2021 | Ernst-Happel-Stadion, Vídeň, Rakousko | Faerské ostrovy | 2:1   | 3:1      | Kvalifikace na Mistrovství světa 2022 |
| 4.  | 21. června 2021 | Arena Națională, Bukurešť, Rumunsko   | Ukrajina        | 1:0   | 1:0      | Mistrovství Evropy 2020               |